# Айви, Кэй
Кей Э́лен А́йви (англ. Kay Ellen Ivey; род. 15 октября 1944, Кэмден) — американский политик, представляющая Республиканскую партию. 54-й губернатор штата Алабама (с 2017).

## Биография
Родилась 15 октября 1944 года в маленьком городке Кэмден (Алабама) с населением меньше 1000 человек, где у её деда была скотоводческая ферма. В 1962 году впервые заинтересовалась политикой. Она представляла среднюю школу округа Уилкокс на уровне штата и являлась заместителем главы Alabama Girls State. Затем представляла интересы Алабамы в Вашингтоне, где познакомилась с сенатором Маргарет Чейз-Смит — первой женщиной в истории США, состоявшей в разное время в обеих палатах Конгресса. Айви окончила Обернский университет, являясь президентом общества «Альфа-Гамма-Дельта». Кэй все четыре года состояла в студенческом самоуправлении университета. Она активно участвовала в предвыборной кампании Лёрлин Уоллес, которая в 1967 году стала первой женщиной-губернатором Алабамы. В том же году Айви вышла замуж и уехала в Калифорнию. Позднее вернулась в родной штат и начала работать в Merchants National Bank, где курировала программы финансового образования в школах. В 1979 году оставила банк и вернулась в политику, начав работать в аппарате губернатора Фоба Джеймса, а затем — в Алабамской комиссии по высшему образованию.
В 2010 году избрана вице-губернатором Алабамы, в 2014 году — переизбрана.

### Губернатор Алабамы
10 апреля 2017 года губернатор Алабамы Роберт Бентли, против которого была начата процедура импичмента из-за обвинений в финансовых нарушениях и из-за связи с помощницей, ушёл в отставку, и в этот же день в должность губернатора вступила Кей Айви.
18 апреля вопреки традиции приурочивания досрочных выборов сенаторов (9 февраля 2017 года губернатор Бентли назначил Лютера Стрэйнджа сенатором после вступления Джеффа Сешнса в должность генерального прокурора США) ко дню очередных выборов в Сенат США (в данном случае — в ноябре 2018 года) она перенесла внутрипартийные выборы кандидатов на 15 августа 2017 года, их второй тур — на 26 сентября, а сами дополнительные выборы — на 12 декабря 2017 года, пояснив, что новый сенатор должен быть избран как можно скорее.
6 ноября 2018 года впервые победила на губернаторских выборах, где её соперником выступил кандидат демократов мэр Таскалусы Уолтер Мэддокс. По мнению наблюдателей, значительную роль в этом успехе сыграли низкие показатели безработицы в Алабаме.
15 мая 2019 года подписала закон штата, билль 314 «Акт о защите человеческой жизни», который вводит самые строгие с 1973 года в США ограничения на аборты. Акт допускает аборт исключительно в случае, если беременность представляет смертельную опасность для женщины, не делает исключений для жертв изнасилований и инцеста и предусматривает для врачей санкцию за нелегальное проведение операции в виде тюремного заключения на срок до 99 лет.
В 2022 году была переизбрана, набрав 66,91 % голосов против 29,18 % у соперника-демократа Иоланду Флауэрс.

## Личная жизнь
Айви дважды выходила замуж. Детей у неё нет. Первым супругом был Бен Ларавиа, с которым она обручилась во время учёбы в Обернском университете.
В 2019 году у Айви был диагностирован рак лёгких I стадии. 20 сентября 2019 года она прошла амбулаторное лечение в Университете Алабамы. В январе 2020 года курс лечения был успешно завершён.